# 名人跳水 (美国真人秀)
《名人跳水》（英語：Splash），是一档美国真人秀，于2013年3月19日起在美国广播公司播出。